# ثيودورس القوريني
ثيودورس القوريني (باليونانية: Θεόδωρος ὁ Κυρηναῖος)‏ عالم رياضيات وفيلسوف من شمال أفريقيا ولد بمدينة قورينا مدينة تاريخية أسسها الإغريق في الجبل الأخضر في أقصى شمال شرق ليبيا في نهاية القرن الخامس قبل الميلاد، تتلمذ علي يد الفيلسوف اليوناني المعروف بروتاغوراس.